# Deinosuchus
Vous lisez un « bon article » labellisé en 2014.
Ne doit pas être confondu avec Deinonychus.
Genre
Espèces de rang inférieur
- D. rugosus (Emmons, 1858)
- D. hatcheri (type) Holland, 1909
- D. riograndensis (Colbert & Bird, 1954)
- D. schwimmeri Cossette & Brochu, 2020

Synonymes
- Polydectes Cope, 1869
- Phobosuchus Nopcsa, 1924

Deinosuchus (littéralement « crocodile terrible ») est un genre fossile de très grands crocodiliens ayant vécu durant le Crétacé supérieur, il y a entre 82 et 73 millions d'années avant notre ère, dans ce qui est aujourd'hui l'Amérique du Nord. Étant un membre de la super-famille des Alligatoroidea, c'est un proche parents des alligators et des caïmans actuels. Les premiers fossiles de ce taxon sont découverts en Caroline du Nord au cours des années 1850, avant que le genre ne soit nommé et décrit en 1909. Des fragments fossilisés supplémentaires ayant été découverts dans les années 1940 sont plus tard utilisés pour réaliser la reconstitution d'un crâne. Celle-ci, bien qu'incomplète et quelque peu imprécise, servi de base à de nombreuses études sur ce genre et est exposée au musée américain d'histoire naturelle à New York. Les connaissances concernant Deinosuchus demeurent incomplètes, mais de meilleurs matériaux crâniens découvertes ces dernières années élargissent la compréhension scientifique de cet imposant prédateur.
Bien que Deinosuchus fût très nettement plus grand que tous les crocodiles et alligators modernes, puisque les plus grands adultes mesuraient vraisemblablement presque 11 m de long, son apparence y reste globalement très proche. L'animal possède de grandes dents robustes aptes a écraser, et son dos est recouvert d'épais ostéodermes hémisphériques. Une étude indique même que Deinosuchus pouvait vivre plus de 50 ans, croissant à un rythme similaire à celui des crocodiles modernes, mais maintenant sa croissance plus longtemps.
Les fossiles de Deinosuchus sont connus dans douze États des États-Unis, dont le Texas, le Montana et divers États de la côte est du pays. Des fossiles sont également retrouvés dans le nord du Mexique. Deinosuchus vivait sur les deux rives de la voie maritime intérieure de l'Ouest et était un superprédateur opportuniste dans les régions côtières de l'est de l'Amérique du Nord. Deinosuchus atteignait des tailles plus importantes dans l'ouest de son aire de répartition, mais les populations orientales étaient plus importantes. Les avis divergent quant à savoir si ces deux populations représentent des espèces distinctes. Deinosuchus était probablement capable de tuer et manger de grands dinosaures. Il pouvait également se nourrir de tortues marines, de poissons et de diverses autres proies terrestres comme aquatiques.

## Description

### Morphologie

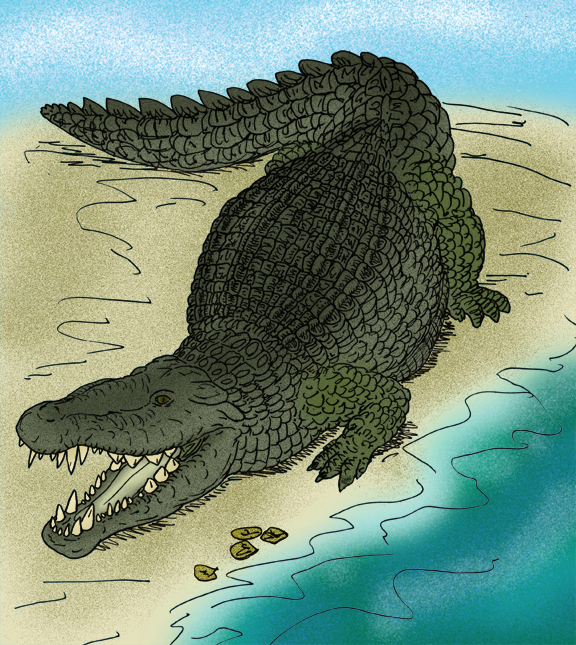
Reconstitution d'un D. hatcheri.

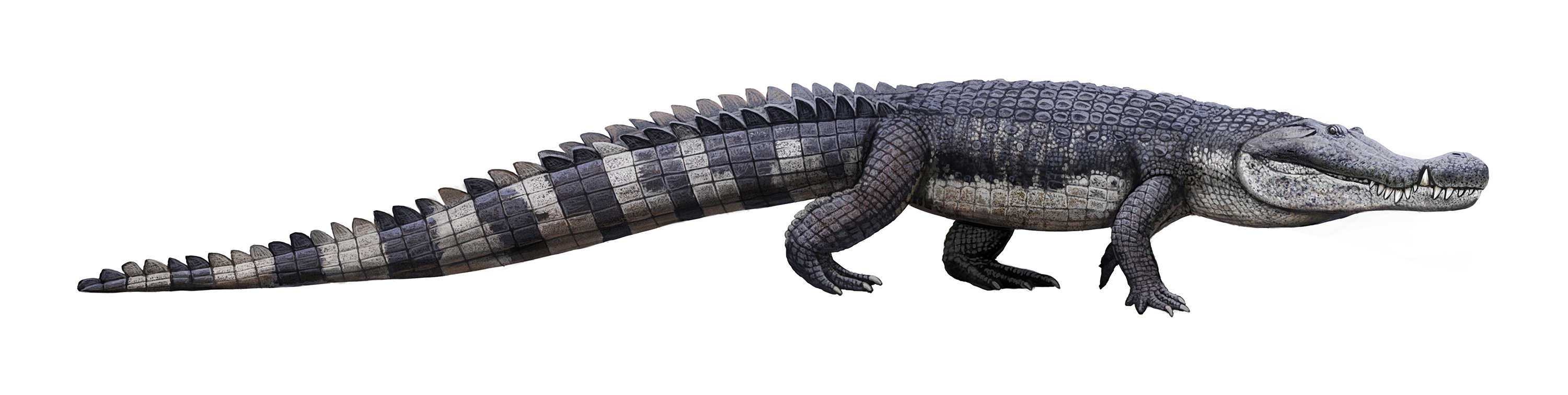
Reconstitution d'un D. rugosus.

En dehors de sa grande taille, l'apparence générale de Deinosuchus était sensiblement analogue à celle des crocodiliens modernes. Deinosuchus avait une large gueule comme celle des crocodiles, avec une extrémité antérieure légèrement renflée. Chaque prémaxillaire possédait quatre dents, et la paire la plus proche de l'extrémité de la gueule était nettement plus petite que les deux autres. Chaque maxillaire, principal os porteur de dents sur la mâchoire supérieure, comportait 21 ou 22 dents. Le nombre de dents de chaque dentaire, l'os de la mâchoire inférieure portant des dents, en avait au moins 22. Toutes les dents étaient très larges et robustes ; les plus proches de l'arrière de la mâchoire étaient courtes, arrondies et émoussées. Il semblerait qu'elles étaient mieux adaptées pour concasser que pour déchirer. Lorsque la bouche était fermée, seule la quatrième dent de la mâchoire inférieure était visible.

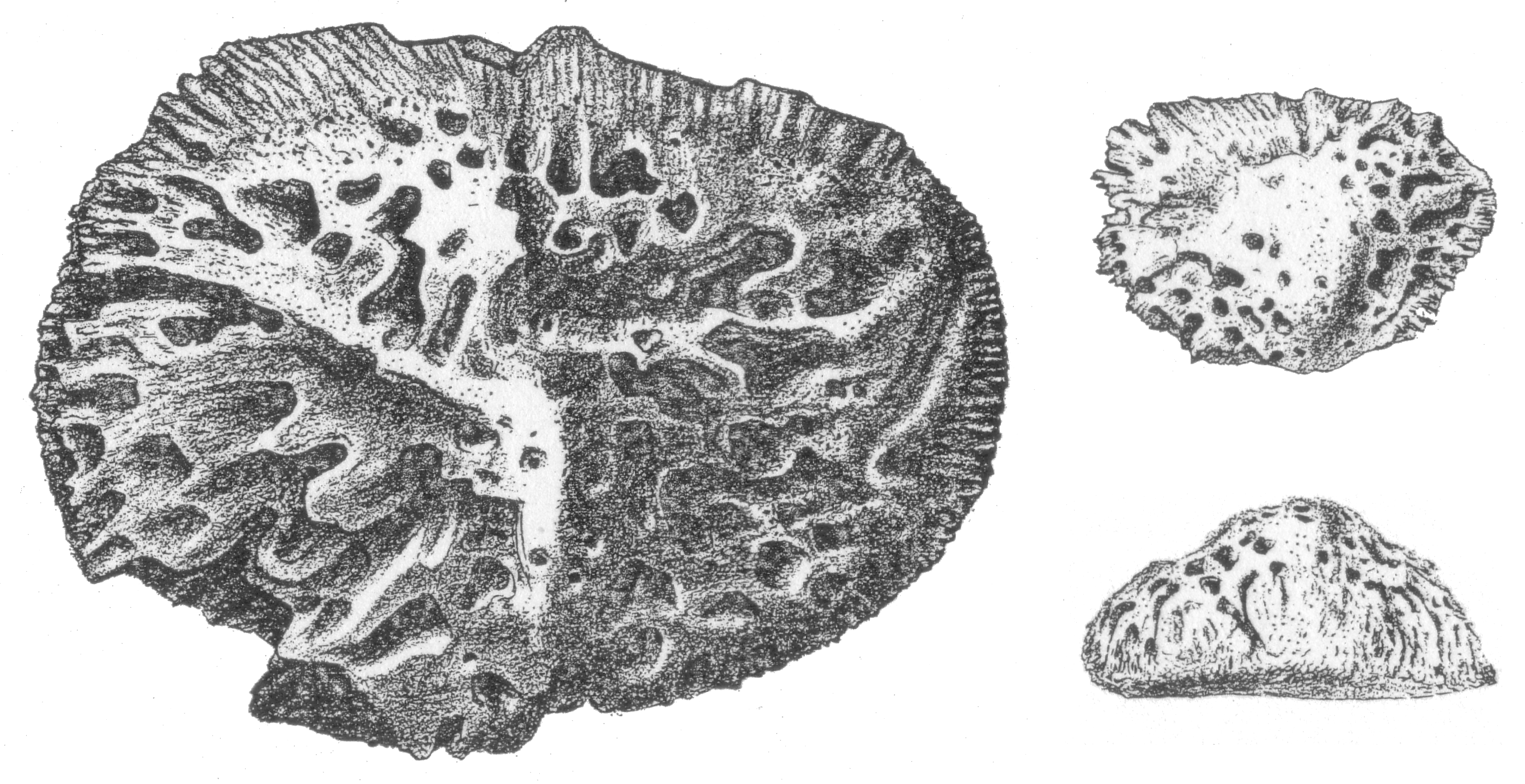
Les ostéodermes des Deinosuchus, illustration de William Jacob Holland. Ils sont proportionnellement beaucoup plus épais que ceux des crocodiliens modernes.

Les crocodiles marins, qui ont la plus importante force de morsure de tous les animaux vivants, ont une force maximale de 16 460 newtons. Celle de Deinosuchus est estimée à plus de 102 750 newtons. Même les dinosaures théropodes les plus forts, comme Tyrannosaurus, avaient probablement une force de morsure inférieure à celle des Deinosuchus.
Deinosuchus avait un palais secondaire osseux, ce qui devait lui permettre de respirer par les narines tandis que le reste de la tête restait submergé sous l'eau. Les vertèbres étaient de type procèle, c'est-à-dire avec une face concave vers l'avant et une face convexe vers l'arrière. Cela permet à ces vertèbres de s'assembler pour former des articulations en rotules,. Le palais secondaire et les vertèbres procœles sont des fonctionnalités avancées également retrouvées chez les crocodiliens modernes eusuchiens,.
Les ostéodermes (scutelles) couvrant le dos de Deinosuchus étaient exceptionnellement grands, lourds et profondément ponctués. Certains avaient une forme semi-sphérique, ; des fosses profondes et des rainures sur ces ostéodermes servaient de points d'attache aux tissus conjonctifs. Ostéodermes et tissus conjonctifs sous-jacents servaient de renforts pour soutenir les corps massifs hors de l'eau,. Par conséquent, malgré leur masse, les Deinosuchus étaient probablement presque aussi agiles sur terre que leurs descendants modernes,.

### Taille

Comparatif de taille entre Deinosuchus, d'autres crocodyliformes de grande taille, le Crocodile marin (Crocodylus porosus) et l'Homme.

On ne dispose que de fragments de squelette de Deinosuchus, et les estimations de la taille de cet animal varient considérablement selon les auteurs. En 1954, Edwin H. Colbert et Roland T. Bird ont reconstruit une mâchoire inférieure de Deinosuchus qui avait une longueur de 2 m et calculé « sur la base de mesures comparatives » que la longueur totale de ce crocodilien géant pourrait avoir atteint 15 m. Gregory M. Erickson et Christopher A. Brochu ont calculé une taille très inférieure (8 à 10 m) en 1999. David R. Schwimmer a noté en 2002 que l'espèce plus petite et plus commune de Deinosuchus trouvée dans l'est de l'Amérique du Nord avait des crânes d'environ 1 m de long. En utilisant une équation basée sur la longueur du crâne, Schwimmer a estimé qu'ils mesuraient probablement 8 m et pesaient environ 2,3 tonnes. Selon les recherches de Schwimmer, Deinosuchus atteignait de plus grandes tailles dans l'ouest du continent. Un crâne assez bien conservé découvert au Texas permet d'estimer que la tête de l'animal mesurait environ 1,30 m et, de là, Schwimmer a évalué la longueur de son corps à 9,8 m. Comme la plupart des fossiles de Deinosuchus ont des crânes trop mal conservés pour utiliser cette méthode d'estimation, la comparaison d'échelle des vertèbres laisse à penser que certains d'entre eux ont atteint des tailles encore plus grandes. Schwimmer estime que les plus gros spécimens avaient une longueur pouvant atteindre un maximum de 12 m et pesaient peut-être 8,5 tonnes ou plus.
Bien qu'il y ait un certain désaccord sur la taille exacte de ces fossiles, le nombre de fossiles retrouvés est néanmoins suffisant pour conclure que Deinosuchus était nettement plus grand que tous les crocodiliens actuels. Même l'estimation relativement basse de taille proposée par Erickson et Brochu suggère que le poids maximum atteint par Deinosuchus dépassait celui des espèces vivant actuellement d'un facteur de trois à cinq. Deinosuchus a souvent été décrit comme le plus grand crocodile de tous les temps, mais certains crocodyliformes - comme Purussaurus, Rhamphosuchus et Sarcosuchus - l'ont peut-être égalé ou dépassé en taille, le dernier cité pouvant atteindre vraisemblablement une taille de 12 m.

## Paléobiologie

### Habitat

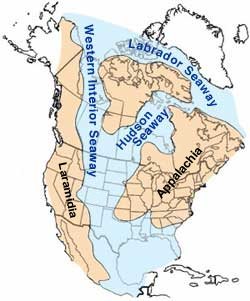
La voie maritime intérieure de l'Ouest durant le milieu du crétacé.

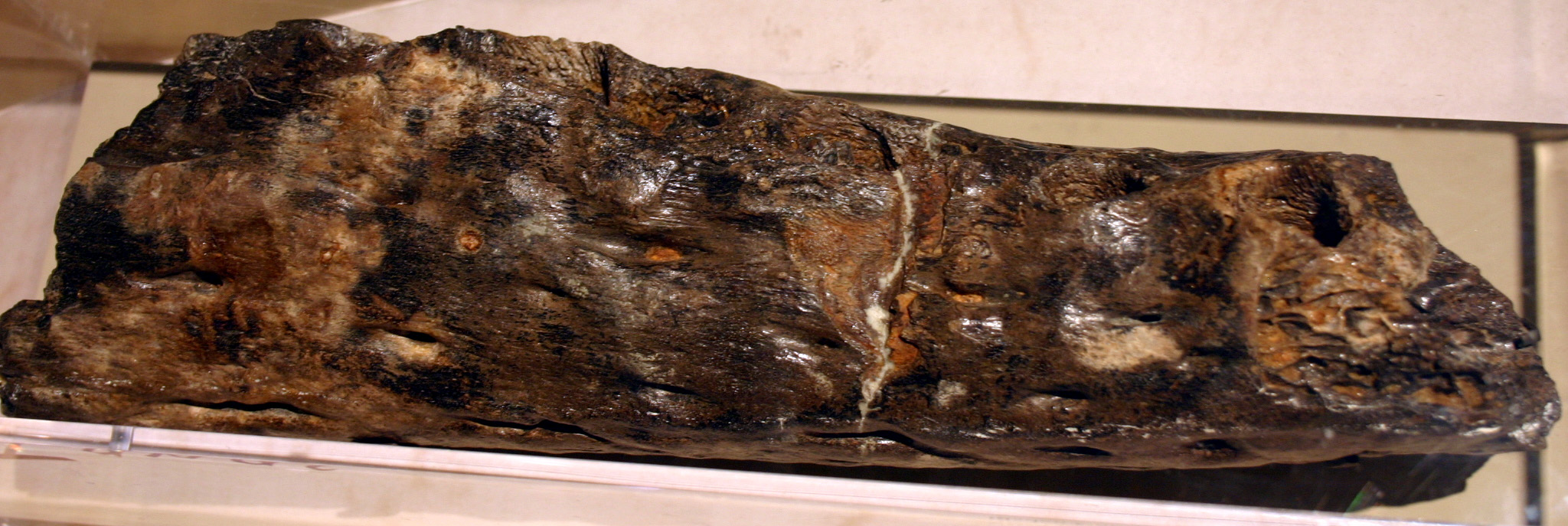
Fragment de mâchoire d'un Deinosuchus, exposé au musée des sciences naturelles de Caroline du Nord. Des fossiles de ce grand crocodilien ont été découverts dans dix États des États-Unis et au nord du Mexique.

Deinosuchus vivait de part et d'autre de la voie maritime intérieure de l'Ouest. Des spécimens ont été trouvés dans dix États des États-Unis. Un ostéoderme de Deinosuchus a été également découvert dans la formation de San Carlos en 2006, de sorte que ce crocodilien géant peut avoir vécu dans certaines régions du nord du Mexique. Les fossiles de Deinosuchus se trouvent surtout au niveau de la plaine côtière du golfe du Mexique en Géorgie, près de la frontière avec l'Alabama. Tous les spécimens connus de Deinosuchus ont été trouvés dans les gisements datant du Campanien au Crétacé supérieur. Les plus anciens exemplaires de ce genre ont vécu il y a environ 80 Ma, et le plus jeune il y a environ 73 Ma.
La répartition des échantillons de Deinosuchus indique que ces crocodiliens géants semblent avoir préféré les milieux estuariens. Dans la formation Aguja du Texas, où l'on a trouvé certains des plus gros spécimens de Deinosuchus, ces prédateurs habitaient sans doute des baies d'eau saumâtre. Même si certains spécimens ont été retrouvés dans les dépôts marins, on ne sait pas si Deinosuchus s'aventurait en mer (comme les Crocodiles marins actuels (Crocodylus porosus)) ; ces restes peuvent avoir été déplacés après la mort des animaux. Deinosuchus a été décrit comme une des espèces caractéristiques du prétendument distinct biome ayant existé dans la moitié sud de l'Amérique du Nord au Crétacé supérieur.

### Régime alimentaire

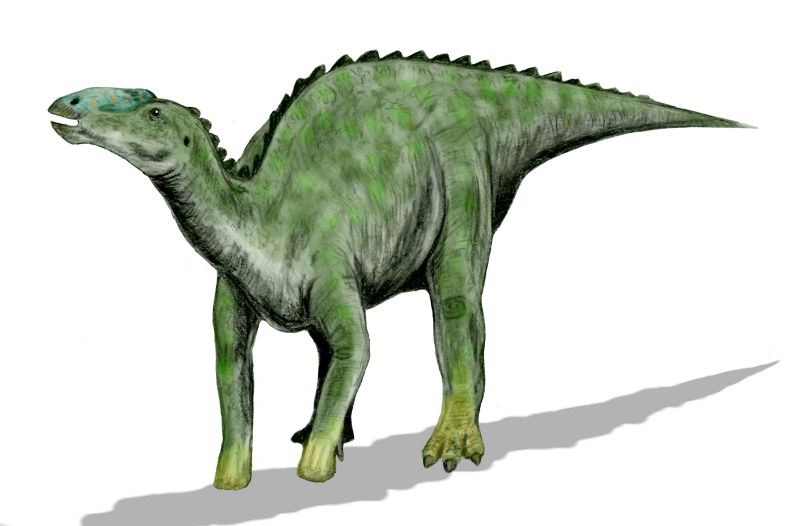
Deinosuchus s'est peut-être nourri de grands ornithopodes. Kritosaurus, montré ici, vivait à côté de ce crocodilien géant dans la formation Aguja.

En 1954, Edwin H. Colbert et Roland T. Bird en sont arrivés à supposer que Deinosuchus « pouvait très bien avoir chassé et mangé quelques-uns des dinosaures avec lesquels il était contemporain ». Colbert a repris cette hypothèse avec plus de confiance en 1961 : « Ce crocodile a certainement été un prédateur de dinosaures. Sinon pourquoi aurait-il été si massivement gigantesque ? Il chassait dans l'eau où les théropodes géants ne pouvaient pas aller »,. David R. Schwimmer a proposé comme preuves en 2002 plusieurs vertèbres caudales d'Hadrosauridae trouvées près du parc national de Big Bend montrant des marques de dents de Deinosuchus, renforçant ainsi l'hypothèse que Deinosuchus se nourrissait de dinosaures au moins dans certains cas. En 2003, Christopher A. Brochu n'a pas trouvé que les empreintes de dents étaient convaincantes, mais il a néanmoins convenu que Deinosuchus « mangeait probablement des ornithopodes de temps en temps ». On pense que Deinosuchus utilisait généralement des tactiques de chasse similaires aux crocodiliens modernes, tendant des embuscades aux dinosaures et autres animaux terrestres venant au bord de l'eau, puis les immergeant jusqu'à ce qu'ils soient noyés.
Schwimmer et Dent G. Williams ont proposé en 1996 que Deinosuchus pouvait s'être attaqué à des tortues marines. Deinosuchus aurait probablement utilisé ses robustes dents plates situées à l'arrière de ses mâchoires pour écraser les carapaces des tortues. Les tortues marines Bothremys étaient particulièrement abondantes dans la zone où vivait Deinosuchus, et plusieurs carapaces qui ont été retrouvées portent des marques de morsures probablement infligées par des crocodiliens géants,.
Schwimmer a conclu en 2002 que les habitudes alimentaires des Deinosuchus variaient très probablement selon leur emplacement géographique, les plus petits des Deinosuchus qui vivaient à l'est de l'Amérique du Nord auraient été opportunistes, vivant dans une niche écologique semblable à celle de l'alligator américain moderne. Ils auraient consommé des tortues marines, des poissons de grande taille et des petits dinosaures. Les plus grands, mais plus rares, Deinosuchus qui vivaient au Texas et au Montana auraient pu être des chasseurs plus spécialisés, capturant et mangeant de grands dinosaures. Schwimmer fait remarquer qu'il n'existait pas de dinosaures théropodes approchant leur taille dans la partie orientale, ce qui indique que l'énorme crocodile aurait pu être régionalement au sommet de la chaine alimentaire.

### Vitesse de croissance
Une étude réalisée en 1999 par Gregory M. Erickson et Christopher A. Brochu suggérait que la vitesse de croissance de Deinosuchus était comparable à celle des crocodiliens modernes, mais se prolongeait sur une période beaucoup plus longue. Leurs estimations, basées sur les anneaux de croissance des ostéodermes dorsaux de différents spécimens, indiquent que Deinosuchus avait vraisemblablement besoin de plus de 35 ans pour atteindre sa taille adulte, et que les individus les plus âgés pourraient avoir vécu pendant plus de 50 ans. Il s'agissait d'un schéma de croissance tout à fait différent de celui des grands dinosaures, qui atteignaient leur taille adulte beaucoup plus rapidement et vivaient moins longtemps. Selon Erickson, un Deinosuchus adulte doit avoir vu « grandir et disparaitre plusieurs générations de dinosaures ».
Schwimmer a noté en 2002 que les hypothèses d'Erickson et Brochu sur les vitesses de croissance ne sont valables que si les anneaux ostéodermiques correspondent à des périodes annuelles, comme chez les crocodiliens modernes. Selon Schwimmer, les anneaux retrouvés chez Deinosuchus pourraient avoir été affectés par de nombreux facteurs, comme les « migrations de leurs proies, les variations climatiques saisonnières, ou la circulation océanique et les cycles des éléments nutritifs ». Si les anneaux correspondaient à un cycle bisannuel plutôt qu'à un cycle annuel, cela pourrait signifier que Deinosuchus grandissait plus rapidement que les crocodiliens modernes et avait une espérance de vie semblable.

## Découverte et dénomination

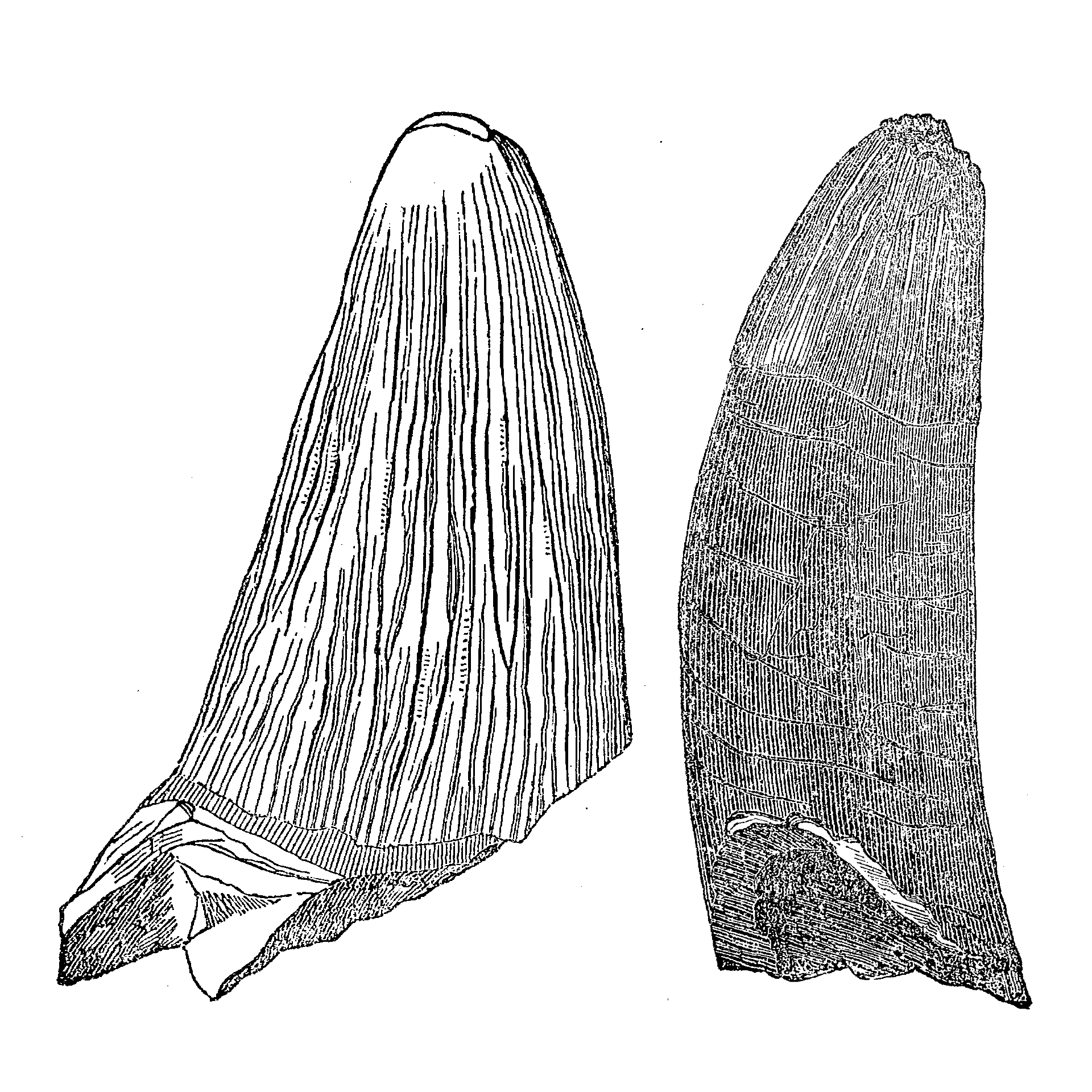
Ebenezer Emmons a représenté deux dents fossiles en 1858. Elles appartenaient très probablement à des crocodiliens qui allaient plus tard être nommés Deinosuchus.

En 1858, le géologue Ebenezer Emmons décrit deux grandes dents fossilisées trouvées dans le comté de Bladen, en Caroline du Nord. Emmons a attribué ces dents à un Polyptychodon, qu'on croyait alors être « un genre de reptiles crocodiliens ». Plus tard, les découvertes ont montré que Polyptychodon était en réalité un pliosaure, un genre de reptile marin. Les dents ont été décrites par Emmons comme épaisses, légèrement incurvées et recouvertes d'un émail rainuré verticalement. Il leur a assigné un nom de nouvelle espèce, P. rugosus. Bien que n'étant pas initialement comptabilisées en tant que telles, ces dents étaient probablement les premiers restes de Deinosuchus à être décrits scientifiquement. Une autre grosse dent qui provenait probablement de Deinosuchus, découverte dans le comté voisin de Sampson, a servi à nommer Polydectes biturgidus par Edward Drinker Cope en 1869.
En 1903, à Willow Creek, dans le Montana, John Bell Hatcher et T.W. Stanton ont découvert des ostéodermes fossilisés étalés à la surface du sol. Ces ostéodermes ont été initialement attribués à un dinosaure ankylosauridé, Euoplocephalus. Des fouilles sur le site, réalisées par W.H. Utterback, ont permis de découvrir des restes fossilisés supplémentaires, dont de nouveaux ostéodermes ainsi que des vertèbres, des côtes et un pubis. Quand ces échantillons ont été examinés, il est devenu clair qu'ils appartenaient à un grand crocodilien et non pas à un dinosaure. En apprenant cela, Hatcher cessa immédiatement de s'intéresser aux matériaux. Après la mort de Hatcher en 1904, son collègue William J. Holland a étudié et décrit les fossiles. En 1909, Holland a attribué ces spécimens à un nouveau genre et espèce, Deinosuchus hatcheri. Deinosuchus vient du grec δεινός/deinos, qui signifie « terrible », et σουχος/suchos, qui signifie « crocodile ».

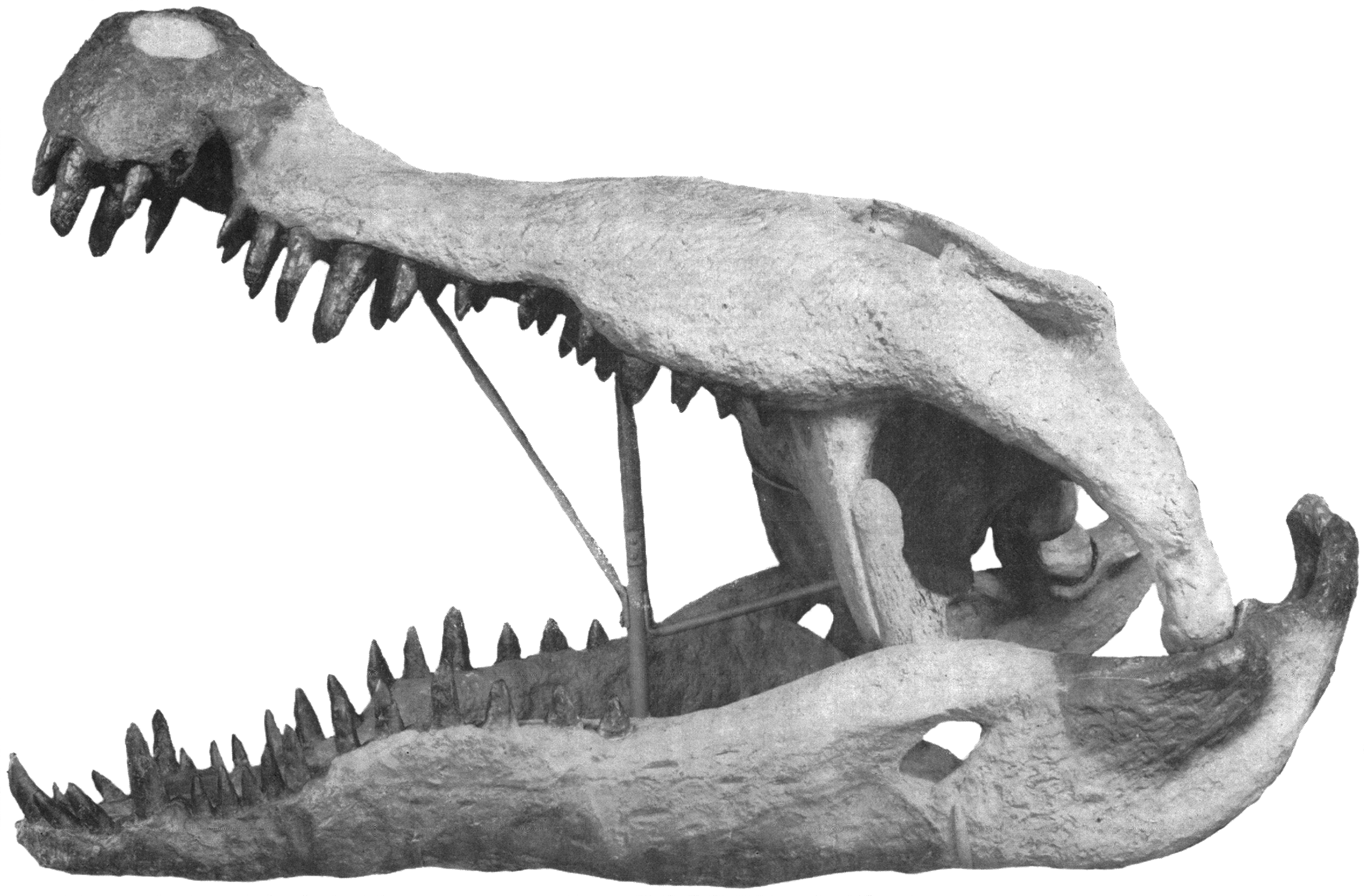
Cette reconstitution d'un crâne, exposée au Muséum américain d'histoire naturelle depuis près d'un demi-siècle, est probablement le plus connu de tous les fossiles de Deinosuchus (appelé à l'époque Phobosuchus riograndensis). Les parties sombres sont de véritables fossiles, tandis que les portions claires sont en plâtre.

En 1940, une expédition organisée par le Muséum américain d'histoire naturelle a découvert de nouveaux morceaux de fossiles de crocodiles géants, mais cette fois dans le parc national de Big Bend, au Texas. Ces spécimens ont été décrits par Edwin H. Colbert et Roland T. Bird en 1954, sous le nom de Phobosuchus riograndensis. Plus tard, Donald Baird et Jack Horner ont attribué ces restes au genre Deinosuchus, ce qui a été approuvé par la plupart des autres auteurs modernes,. Le nom de genre Phobosuchus, créé par le baron Franz Nopcsa en 1924, a depuis été abandonné car il comprenait différentes espèces de crocodiliens qui se sont avérés ne pas être étroitement liés les uns aux autres.
Le Musée américain d'histoire naturelle a réalisé une reconstitution d'un crâne en plâtre à partir des fragments de mâchoire et du crâne, en prenant pour modèle sur celui du Crocodile de Cuba actuel (Crocodylus rhombifer). Colbert et Bird ont déclaré qu'il s'agissait d'un reconstruction « prudente », car on aurait obtenu une longueur encore plus grande si on avait utilisé comme modèle une espèce au crâne allongé telle que le Crocodile marin (C. porosus). Comme on ignorait alors que Deinosuchus avait un museau élargi à son extrémité, Colbert et Bird ont mal calculé les proportions du crâne, et leur reconstitution a grandement exagéré sa largeur moyenne et sa longueur. En dépit de ces imprécisions, le crâne reconstitué est devenu le spécimen le plus connu de Deinosuchus et a attiré pour la première fois l'attention du public sur ce crocodilien géant.
De nombreux spécimens supplémentaires de Deinosuchus ont été découverts au cours des décennies qui ont suivi. La plupart étaient très fragmentaires, mais ils ont élargi les connaissances de l'aire géographique du prédateur géant. Comme l'a noté Christopher A. Brochu, les ostéodermes et les fragments osseux sont assez distinctifs pour confirmer qu'il s'agit bien de Deinosuchus, On a aussi trouvé de meilleurs fragments de crâne. En 2002, David R. Schwimmer a pu recréer un crâne à 90 % par ordinateur,.

## Classification

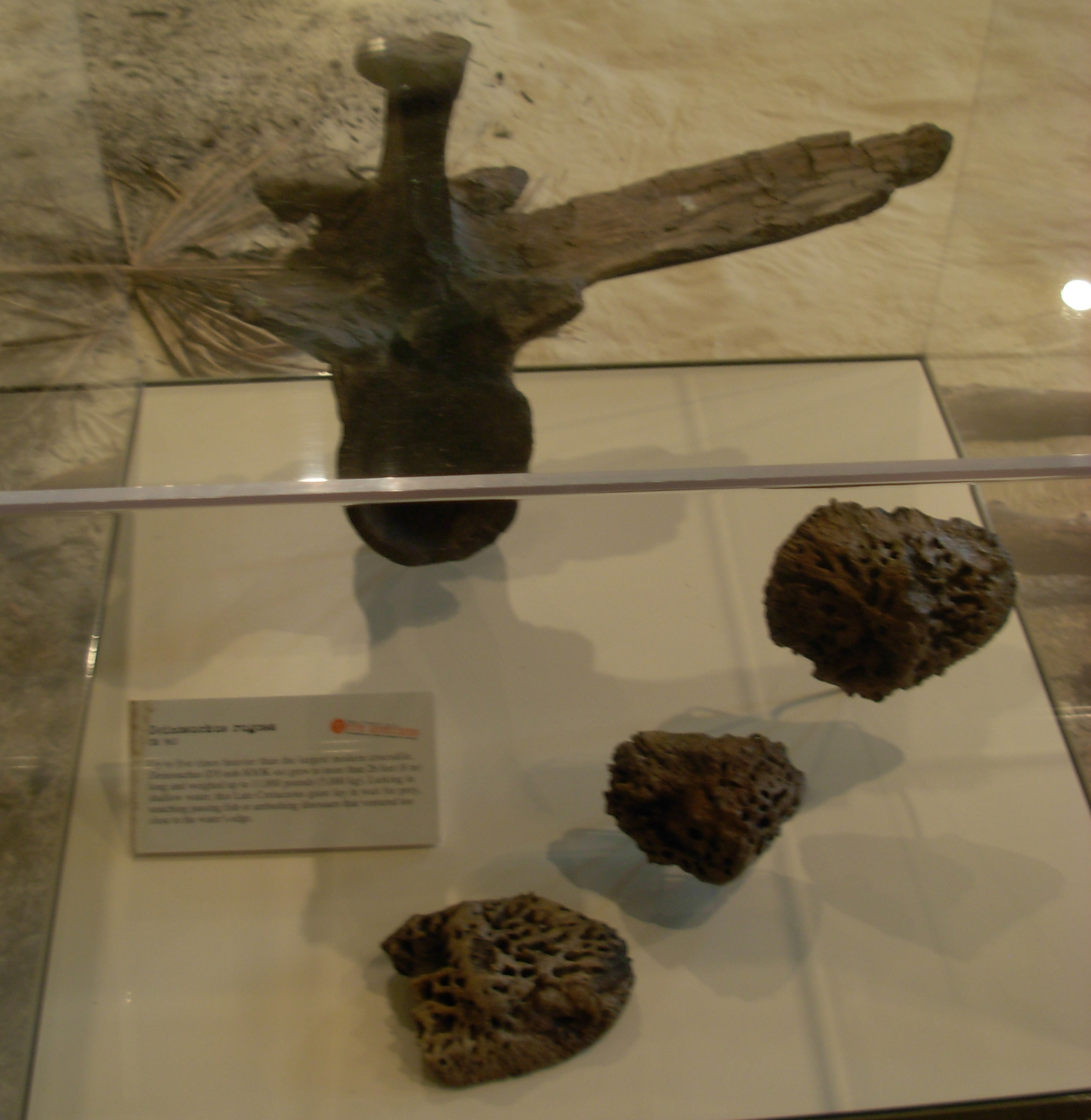
Vertèbre et écailles de Deinosuchus rugosus, Carnegie Museum of Natural History.

Colbert et Bird ont d'abord classé Deinosuchus dans la famille des Crocodylidae, en se basant essentiellement sur ses caractéristiques dentaires semblables à celles des crocodiles modernes. Cependant, une réévaluation phylogénétique effectuée en 1999 par Brochu a montré que Deinosuchus était en fait un membre primitif des Alligatoroidea. Aussi, Deinosuchus « n'est pas le plus grand crocodile au monde mais l'un des plus gros alligators ». Cette modification a été renforcée en 2005 par la découverte d'une boîte crânienne bien conservée découverte dans la formation de Blufftown (en) en Alabama, et dont certaines caractéristiques rappellent celles de l'alligator américain moderne. Bien qu'il ait été un membre préhistorique du même clade, Deinosuchus n'est pas un ancêtre direct des alligators actuels. Ses plus proches parents semblent avoir été Leidyosuchus et Diplocynodon. Le genre Pliogonodon, nommé en 1856 par Joseph Leidy, pourrait être un synonyme de Deinosuchus.
Schwimmer (2002) estime que tous les spécimens de Deinosuchus appartiennent à la même espèce. Il a noté qu'il y avait plus de similitudes que de différences entre les populations occidentales et orientales, et que la plupart de ces différences étaient liées uniquement à la grande taille des spécimens occidentaux. En vertu des règles de priorité du Code international de nomenclature zoologique, cette espèce devait être nommée D. rugosus. Lucas (2006) a aussi estimé que Deinosuchus était un genre monospécifique. Cependant, Brochu (2003) a contesté l'analyse de Schwimmer, estimant que la taille pouvait être un élément important de classement et que plusieurs traits utilisés par Schwimmer pour établir l'unicité des deux populations sont en fait des traits primitifs partagés par d'autres genres. Schwimmer (2002) avait donné le nom informel de D. riograndensis aux populations occidentales et plusieurs autres chercheurs, comme Anglen et Lehman (2000) et Westgate (2006) ont récemment attribué ce nom au Deinosuchus de l'ouest américain,,.

## Deinosuchusdans la culture populaire
Dans la série documentaire Prehistoric Park, Nigel Marven sauve un Deinosuchus de l'extinction.
Dans Le Petit Dinosaure : Voyage au pays des brumes apparait un Deinosuchus s'appelant Dil.
Dans la série documentaire Sur la terre des dinosaures, un Deinosuchus est montré lors du dernier épisode.